# Harry Fearnley
Henry "Harry" Fearnley (16 de junio de 1935 – 12 de enero de 2013) fue un jugador profesional que nació en Penistone, cerca de Barnsley, Yorkshire, que jugó en la posición de portero para el Huddersfield Town, Oxford United y Doncaster Rovers.
Falleció el 12 de enero de 2013, en su casa en Poole, Dorset, a la edad de 77 años.

## Clubes
| Club                            | País       | Año         | Partidos |
| ------------------------------- | ---------- | ----------- | -------- |
| Huddersfield Town Football Club | Inglaterra | 1955 - 1963 | 90       |
| Oxford United Football Club     | Inglaterra | 1963 - 1965 | 90       |
| Doncaster Rovers Football Club  | Inglaterra | 1965 - 1967 | 32       |